# 約翰·格里格斯·湯普森
約翰·格里格斯·湯普森（英語：John Griggs Thompson，1932年10月13日—）是一名美國數學家。

## 生平
1932年生於美國堪薩斯州渥太華。他獲得1970年菲爾兹獎、1992年的沃尔夫数学奖和2008年阿貝爾獎。
1955年他在耶魯大學學士畢業，1959年在芝加哥大學獲博士。他最有名的工作是有限群研究。他是有限單群分類工程中的關鍵人物，證出了著名的法伊特-湯普森定理：奇数阶群都是可解群。他对逆伽羅瓦問題亦有重要貢獻。

## 外部連結
- 約翰·J·奧康納; 埃德蒙·F·羅伯遜, ,  （英语）
- 約翰·格里格斯·湯普森在數學譜系計畫的資料。

1. ↑  Thompson, John Griggs — serge.mehl.free.fr
2. ↑  Liste des 122 fondations 的存檔，存档日期2014-10-06.. The médaille Poincaré awarded by the French Academy of Sciences was eliminated in 1997 in favor of the Grande Médaille.